# FK Austria Vienne (féminines)
Maillots
Actualités
Le FK Austria Vienne est un club autrichien de football féminin basé à Vienne.

## Histoire

### Débuts
La section de football féminin de l'USC Landhaus est fondée en 1968 et prend les couleurs bleu et jaune, il devient un des plus anciens club féminin autrichien. A cette époque le football féminin n'était qu'à ses débuts en Autriche, le club devait trouver des adversaires à l'étranger, notamment en Tchécoslovaquie. Ce n'est qu'en 1971 que le club est inscrit à la fédération viennoise de football.

### Championnats et Coupes
En 1972-1973 est organisé le premier championnat féminin en Autriche, le premier champion est le Favoritner AC, l'USC Landhaus est le premier vice-champion et remporte la première Coupe d'Autriche féminine.
Landhaus deviendra le club le plus titré d'Autriche, jusqu'en 2001 il obtiendra douze titres de champion, remportera onze fois la Coupe d'Autriche et une Supercoupe. 
En 2001-2002, le club participe à la première Coupe d'Europe féminine, mais ne gagnera aucun match dans sa poule. Il participera de nouveau à la Ligue des champions en 2018-2019, et terminera troisième de son groupe.
Puis à la suite d'un changement de génération le club devient moins performant mais depuis 2004 et le titre de vice-champion, il retrouve des ambitions.

### Coopération avec l'Autria Vienne
En 2015, l'Austria Vienne et l'USC Landhaus décident de coopérer, d'abord au niveau de la formation, les équipes jeunes jouent sous le nom Austria Vienne Ladies. Depuis la saison 2018-2019, le club évolue sous le nom SG Austria Vienne/USC Landhaus et porte les couleurs de l'Austria, le violet. Il évolue finalement sous le nom de FK Austria Vienne à partir de la saison 2021-2022

## Palmarès
- Championnat d'Autriche de football féminin
  - Champion (12) : 1974, 1976, 1978, 1981, 1982, 1983, 1988, 1989, 1995, 1997, 2000, 2001

- Coupe d'Autriche de football féminin
  - Vainqueur (11) : 1973, 1975, 1976, 1980, 1986, 1987, 1988, 1997, 2000, 2001, 2002

- Supercoupe d'Autriche
  - Vainqueur (1) : 2002